# Syncollesis bellista
Syncollesis bellista là một loài bướm đêm trong họ Geometridae.